# حلبة إستوريل

المسار

حلبة إستوريل (بالبرتغالية: Autódromo do Estoril‏) هي حلبة لسباقات رياضة المحركات الآلية تقع في البرتغال. يبلغ طول مسارها 4.182 كيلومتر (2.599 ميل). كانت تستضيف جائزة البرتغال الكبرى للفورمولا 1 من 1984 إلى 1996. تبلغ سعة مدرج الحلبة 45000 متفرج.

## أحداث تستضيفها
- سباق الجائزة الكبرى للدراجات النارية
- بطولة العالم لسيارات السياحة

## وصلات خارجية
- الموقع الرسمي